# Red One (film)
Red One is een Amerikaanse komische kerstfilm uit 2024, geregisseerd door Jake Kasdan naar een scenario van Chris Morgan. De hoofdrollen worden vertolkt door Dwayne Johnson, Chris Evans, Lucy Liu en J.K. Simmons

## Verhaal
De film volgt Callum Drift, commandant van ELF (Enforcement Logistics and Fortification) en hoofd van de beveiliging van de Kerstman. Callum, gedesillusioneerd door het toenemende aantal stoute kinderen op de Naughty List, overweegt met pensioen te gaan na een laatste Kerstrun. Op kerstavond wordt de Kerstman echter ontvoerd door een black-ops-team dat de Noordpool binnenvalt.  Callum waarschuwt MORA (Mythological Oversight and Restoration Authority), een geheime militaire organisatie die het vredesverdrag tussen mythologische wezens en de mensheid bewaakt. Het team ontdekt dat Jack O'Malley, een premiejager en hacker, verantwoordelijk is voor het lekken van de locatie van de Noordpool.
Jack, die niet wist dat zijn hack verband hield met de Kerstman, besluit mee te werken in ruil voor betaling. Callum en Jack ontdekken dat de winterheks Grýla achter de ontvoering zit, samen met haar ex-geliefde Krampus. Grýla gebruikt de magische Glaskäfig-sneeuwbol om stoute kinderen voorgoed te straffen. Jack en Callum verslaan Grýla uiteindelijk met hulp van Krampus, die zijn band met de Kerstman herstelt.
Na de redding van de Kerstman wordt Kerstmis gered. Jack en zijn zoon Dylan sluiten zich aan bij de Kerstman op zijn magische Kerstrun, terwijl Callum zijn geloof in Kerstmis hervindt en besluit om niet met pensioen te gaan.

## Rolverdeling
| Acteur               | Personage           |
| -------------------- | ------------------- |
| Dwayne Johnson       | Callum Drift        |
| Chris Evans          | Jack O'Malley       |
| Lucy Liu             | Zoe Harlow          |
| J.K. Simmons         | Santa Claus         |
| Kiernan Shipka       | Grýla               |
| Bonnie Hunt          | Mrs. Claus          |
| Reinaldo Faberlle    | Agent Garcia (stem) |
| Kristofer Hivju      | Krampus             |
| Nick Kroll           | Ted                 |
| Wesley Kimmel        | Dylan               |
| Mary Elizabeth Ellis | Olivia              |
| Marc Evan Jackson    | Oom Rick            |
| Jenna Kanell         | Gast van Krampus    |
| Jon Rudnitsky        | Beef Stew           |

## Productie
In juni 2021 kondigde Amazon Studios de film Red One aan, met Dwayne Johnson in de hoofdrol en geschreven door Chris Morgan. Johnson, Dany Garcia en Hiram Garcia zullen de film produceren onder Seven Bucks Productions. Morgan zal produceren en toezicht houden op het script. De filmopnames stonden gepland voor 2022, met een geplande release tijdens de feestdagen van 2023. In oktober 2021 werd Jake Kasdan aangekondigd als regisseur en in januari 2024 voegde Chris Evans zich bij de cast.

### Filmopnames
De filmopnames gingen van start in oktober 2022 in Atlanta en eindigden in februari 2023. De opnames moesten regelmatig zonder Johnson worden gedaan, die gemiddeld zeven tot acht uur te laat was op de filmset en meerdere opnamedagen miste. Deze vertragingen zouden het budget van 50 miljoen Amerikaanse dollars hebben verhoogd tot een totaal van 250 miljoen dollar. Dit werd later betwist door Hiram Garcia, een vriend van Johnson en een van de producenten van het filmproject.

## Release
Red One ging op 6 november 2024 in première in het Verenigd Koninkrijk en Ierland. Oorspronkelijk zou de film wereldwijd op Prime Video worden uitgebracht voor Kerstmis 2023. De release werd uitgesteld naar 15 november 2024, mede door het feit dat de film nu een wereldwijde bioscooprelease krijgt. Amazon MGM Studios zal de film in de Verenigde Staten distribueren, terwijl Warner Bros. Pictures de internationale release van de film zal verzorgen.